# Мішлін Кальмі-Ре
Мішлін Ре, у шлюбі Кальмі-Ре (фр. Micheline Calmy-Rey; нар. 8 липня 1945, Сьйон, кантон Вале, Швейцарія) — швейцарська державна і політична діячка. Президент Швейцарії у 2007 й 2011 роках.

## Життєпис
Народилася в Сьйоні, кантон Вале, у родині Карла і Аделіни Ре. Вона отримала диплом в 1963 році в Сен-Морісі, і ступінь Майстра перспективних досліджень з політології в Женевському інституті міжнародних відносин та розвитку у 1968. 
У 1966 році одружилася з Андре Кальмі. Має двоє дітей.

## Кар'єра
З 1981—1997 Кальмі-Ре була представницею в Grand Conseil від кантону Женева, як член Соціал-демократичної партії, займала пост президента Асамблеї в 1992—1993. Вона була головою Женевської секції партії в 1986—1990 і знову з 1993—1997. У 1997, Кальмі-Ре була обрана в Conseil d'Etat Женеви. У 2001, стала начальницею Департаменту фінансів і президентом Conseil d'Etat.
Була обрана 4 грудня 2002 у Федеральну раду, де очолює федеральний департамент закордонних справ. Кальмі-Ре четверта жінка, обрана у федеральну раду в історії. 7 грудня 2005, була обрана віцепрезиденткою Швейцарії, і займала цю посаду у 2006.
Кальмі-Ре підтримує ідею вступу Швейцарії у Європейський Союз.
Візит Кальмі-Ре в Іран у 2008, в ході якого вона підписала договір про постачання газу до Швейцарії, викликав протест з боку лібералів. Зокрема, спостерігачі вказували на неприпустимість того, що глава швейцарського зовнішньополітичного відомства позувала перед фотографами світових інформагентств в мусульманській хустці. Внаслідок цього скандалу представники Швейцарії не були запрошені на святкування 60-річчя утворення держави Ізраїль. 
У внутрішній політиці Кальмі-Ре відстоює необхідність більшої соціальної орієнтованості фінансової політики. Зокрема, вона заявила, що профіцит, який є в бюджеті країни на 2009, дає можливість підвищити соціальні виплати населенню. З цим категорично не згоден начальник департаменту фінансів Ганс-Рудольф Мерц, що пропонує використовувати ці гроші як недоторканного стабілізаційного фонду.